# Satyrus thawgawa
Satyrus thawgawa är en fjärilsart som beskrevs av Robert Christopher Tytler 1939. Satyrus thawgawa ingår i släktet Satyrus och familjen praktfjärilar. Inga underarter finns listade.